# Statuto di Autonomia della Catalogna

Scudo della Generalitat de Catalunya

Lo Statuto di Autonomia della Catalogna (Estatut d'Autonomia de Catalunya in catalano e Estatuto de Autonomía de Cataluña in spagnolo) fornisce la regolamentazione istituzionale di base per la regione, situata nel nord-est della Spagna, e regola l'autonomia ed i margini di autogoverno di questo territorio. 
È conosciuto informalmente come Statuto di Miravet, per essere stato, nell'omonimo municipio, nella Ribera d'Ebre, dove si riunirono i parlamentari catalani di tutti i partiti, per portare avanti, in una fase iniziale, il dibattito sul testo del progetto del nuovo statuto. In cambio, alcuni dei suoi detrattori lo chiamano Statuto della Moncloa, dal momento che fu il luogo in cui fu concordata la stesura finale del testo che modificava sostanzialmente quello approvato nel Parlamento della Catalogna.

## Storia ed obiettivi
Lo statuto, approvato dal referendum del 18 giugno 2006, ed entrato in vigore il 9 agosto dello stesso anno, ha sostituito il precedente Statuto di Sau (risalente al 1979), e determina, tra l'altro:
- doveri e diritti dei cittadini catalani
- istituzioni politiche della nazionalità catalana
- competenze e relazioni con il resto della Spagna
- finanziamento del governo locale.

Una sentenza del Tribunale costituzionale iberico, nel giugno 2010, annullò parzialmente - e in vari articoli - lo statuto. Il fatto provocò, il 10 luglio successivo, un'imponente e multitudinaria manifestazione di protesta a Barcellona.

## Conseguenze
Nell'autunno 2017, la Catalogna tentò un nuovo referendum per il riconoscimento formale dell'indipendenza che non andò a buon fine.